# Chikkagula, Sira
Chikkagula là một làng thuộc tehsil Sira, huyện Tumkur, bang Karnataka, Ấn Độ.